# Sivý vrch
Sivý vrch (1805 m n. m.) je vápencová hora v nejzápadnější části Západních Tater a celého tatranského masivu. Je to jedna z mála částí Tater, kde se dodnes zachoval druhohorní vápencový pokryv krystalického jádra pohoří. Díky specifickým geologickým podmínkám je Sivý vrch domovem mnoha chráněných druhů vápnomilné květeny a živočichů, zejména hmyzu. V západní části Sivého vrchu se nachází na území Tater ojedinělé skalní miniměsto, Radové skaly a puklinová propast, hluboká 86 metrů.

## Přírodní poměry
Sivý vrch, spolu s okolními vápencovými vrcholy a hřbety, tvoří stejnojmenný geomorfologický okrsek Západních Tater, na který na západě navazuje další okrsek Roháče.

## Chráněné území
Sivý vrch je národní přírodní rezervace v katastrálním území obce Zuberec v okrese Tvrdošín v Žilinském kraji. Území bylo vyhlášeno v roce 1974 a jeho rozloha je 112,67 hektaru. Předmětem ochrany jsou společenstva vysokohorského a subalpínského vegetačního stupně, skalní hřeben s krassovými tvary na dolomitech a vápencích a výskyt endemických, vzácných a chráněných druhů rostlin.

## Přístup

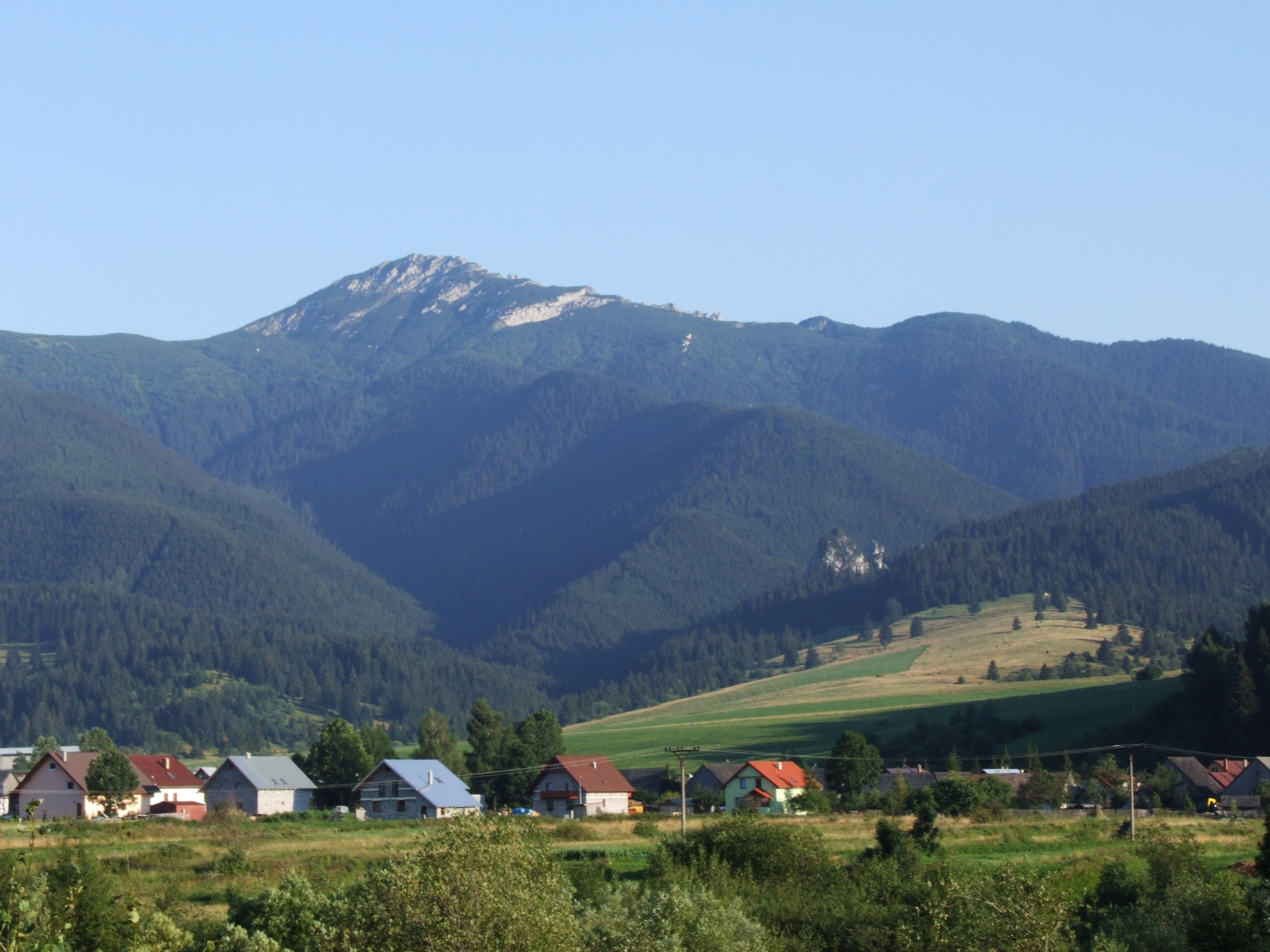
Sivý vrch ze severu

Nejrychlejší přístup na Sivý vrch je z rozcestí Biela skala u silnice ze Zuberce do Liptovského Mikuláše. Odtud jsou to nahoru tři hodiny po červené značce, která vyznačuje celou západotatranskou hřebenovku a končí až v Pyšném sedle na východním okraji pohoří.
Přímo z vrcholu vede cesta na jih po zelené značce rozlehlými horskými pastvinami přes Ostrou (1763 m) a Babky (1566 m) do osady Jalovec. Jiná možnost je pokračovat červenou hřebenovkou přes sedlo Pálenica (1573 m) a zde dále na Brestovou (1934 m), Salatín (2048 m) a Skriniarky do Baníkovského sedla (2045 m) nebo ze sedla sestoupit po žluté do Zuberce a Habovky.

## Horské chaty
Na jižním úbočí Sivého vrchu stojí obhospodařovaná turistická chata Pod Náružím. Nouzové přespání poskytují salaše Na Červenci a Pod Babkami poblíž stejnojmenných vrcholů. Na přístupových cestách jsou k dispozici chata Ďumbier v Bobrovecké Vápenici a penzion Biela skala v Hutianském sedle.